# Guillaume Mauviel
Guillaume Mauviel, né à Fervaches  le 29 octobre 1757, mort à Cézy (Yonne) le 5 mars 1814, est un prêtre catholique français, évêque constitutionnel à Saint-Domingue.

## Biographie
Issu d'une famille modeste du diocèse de Coutances, il est ordonné prêtre et s'embarque aussitôt comme aumônier en 1782 sur un navire à destination des Antilles. Arrivé à Cadix (Espagne), l'amiral d'Estaing lui interdit de reprendre la traversée. 
Il exerce donc dans les hôpitaux français, puis quitte la marine. Il devient alors vicaire à Noisy-le-Sec en 1791 où il prend fait et cause pour la Révolution. Il prête serment à la constitution civile du clergé. Proche de l'abbé Grégoire, il devient secrétaire de l'« agence des évêques réunis » et participe à la création des Annales de la religion, organe du clergé constitutionnel. Il est également de l'organisation du concile national de l'an V, qui s'ouvre le 15 août 1797 à Notre-Dame de Paris.
En réponse à une demande du général des armées du Nord à Saint-Domingue, Toussaint Louverture, adressée quelques mois plus tôt à l'abbé Grégoire, de lui envoyer douze prêtres républicains, Guillaume Mauviel se porte volontaire. Quatre évêques sont nommés par le concile, dont Guillaume Mauviel, élu à l'unanimité évêque des Cayes, dans le sud de Saint-Domingue, le 10 novembre 1797. Les trois autres se démettent rapidement, il est donc le seul, sacré le 3 août 1800 à Notre-Dame et ayant attendu que la situation de son diocèse, lieu d'affrontement entre les troupes de Toussaint Louverture et celles de Rigaud, s'apaise, à rejoindre l'île en fin de l'année, avec finalement la charge de toute la partie française de la colonie. 
À son arrivée, Toussaint Louverture lui impose de rester à Santiago. En butte à l'hostilité de la population aux Français, il travaille à réunir la population « de toutes les couleurs » et à pacifier l'île après les luttes fratricides, propose en 1803 l'instauration d'un catéchisme alternant chaque semaine français et espagnol et cherche à remettre les prêtres et les fidèles dans la doctrine chrétienne. Mais sa faible légitimité auprès de Louverture et d'une grande partie du clergé, resté fidèle au pape, l'empêche de mener comme il le souhaite ses missions. Louverture arrêté en juin 1802, il gagne les faveurs du général Leclerc, beau-frère de Bonaparte, et démissionne comme évêque constitutionnel après la signature du Concordat entre la France et le Vatican. Il tente de prendre le siège d'archevêque de Santiago, mais à cause de la mort de Leclerc, ainsi que de l'hostilité grandissante des autorités militaires à son égard, il ne reste qu'administrateur provisoire de l'archidiocèse jusqu'à son départ, forcé par le général Ferrand, le 9 novembre 1804.
Il débarque à Bordeaux en avril 1805. Il meurt chez le général Desfourneaux, propriétaire du château de Cézy depuis 1804, qu'il avait rencontré à Saint-Domingue.
Il est l'auteur du Précis historique et politique de la Révolution de Saint-Domingue, Paris : chez L. Beaufils, 1821,.